# Bruno Fernandes
Bruno Miguel Borges Fernandes (Maia, 8 de setembro de 1994) é um futebolista português que atua como meio-campista. Joga pelo Manchester United e pela Seleção Portuguesa. 
Nascido em Gueifães, na Maia (pertencente ao distrito do Porto), frequentou a escola básica do 2/3 ciclo de Gueifães. 
Bruno começou a sua carreira profissional no Novara, vindo dos escalões de formação do Boavista.
O jogador fez história na Premier League, tornando-se o primeiro atleta a ganhar o Golo do Mês da Competição três vezes pelo mesmo clube (Manchester United). Com isso, Bruno tornou-se o maior vencedor desse prémio em 2024.

## Carreira

### Novara
Primeiramente, Bruno foi utilizado na equipa B do Novara, com intuito de amadurecer para subir para a equipa principal. O seu rápido desenvolvimento e os seus 3 golos em nos seus 6 jogos na equipa B, foram suficientes para chamarem a atenção do treinador Attilio Tesser, na época treinador do Novara e o integrar na equipa principal.
Fez assim a sua estreia pelo Novara em 3 de novembro de 2012,marcada pela derrota para contra o  Cittadella, por 1 a 0, válido pela 13° rodada da Série B Italiana.
O seu bom desempenho atraiu o interesse da Udinese, que o contratou na janela de contratações do verão de 2013. Ao todo, Bruno fez 23 jogos, marcou 4 gols e deu 2 assistências pelo Novara.

### Udinese
Primeiramente, assim como no Novara, Bruno também foi integrado na equipa B do Udinese, mas o seu rápido destaque caracterizado por  1 golo em 3 jogos, fez o então treinador Francesco Guidolin, o integrar rapidamente à equipa principal.
Bruno fez então a sua estreia pela Udinese a 3 de novembro de 2013, na derrota por 3 a 0 para a Inter de Milão, válido pela Série A.
Marcou seu 1° golo no empate de 3 a 3 contra a Napoli, válido pela 15° jornada da Série A.
Marcou também um golaço na vitória da Udinese por 4 a 2 contra a Cesena, válido pela Coppa Italia.
Em sua 1° temporada, Bruno terminou em alta como titular absoluto, marcando 4 golos em 24 jogos.

### Sampdoria
Em 16 de agosto de 2016, Bruno foi emprestado pela Udinese à pela Sampdoria até ao final da temporada, com obrigação de compra ao fim do prazo. Bruno recebeu a camisola 10 do clube.
Em 26 de setembro de 2016, marcou seu 1° golo pela Sampdoria, válido pela 6° jornada do Campeonato Italiano, entrando aos 80 minutos e marcou o único golo da derrota por 2 a 1.
Marcou seu 2° golo no jogo seguinte, em 2 de outubro. Ao entrar no decorrer do jogo mais uma vez, Bruno marcou um golaço de pontapé de moinho que garantiu o empate de 1 a 1 contra o Palermo, salvando a Sampdoria da derrota, na 7° jornada da Série A. Foi decisivo ao entrar na 2° parte e marcar o golo que garantiu o empate com o Crotone, válido pela 14° jornada da Série A.
Ao todo, disputou 35 jogos pela Sampdoria, marcando 5 golos e deu 3 assistências pela Sampdoria, se transferindo ao final da temporada ao Sporting.

### Sporting

#### 2017–18
Bruno foi anunciado oficialmente pelo Sporting em 27 de julho de 2017, sendo o valor da transferência de 8,5 milhões de euros mais 500 mil euros variáveis, com o Sampdoria ficando com 10% de uma venda futura.
Fez sua estreia pelos Leões em 6 de agosto de 2017, na vitória por 2 a 0 sobre o CD Aves.
Marcou seus 2 primeiros golos pelo Sporting em 19 de agosto de 2017, na goleada por 5 a 0 sobre o Vitória de Guimarães, válido pela 3° jornada da primeira liga.
Marcou o 1° golo da vitória por 2 a 0 sobre o Portimorense, em 17 de dezembro de 2017, além de dar o passe para Bas Dost marcar o 2° golo.
Terminou a temporada em alta no Sporting, com 56 jogos, 16 golos e 20 assistências, sendo eleito o melhor jogador da Liga Portuguesa e escolhido para seleção do ano, além de ganhar a Taça da Liga em cima do Vitória de Setúbal, nos pénaltis por 5 a 4.

#### 2018–19
Bruno havia assinado uma renovação com o Sporting em maio de 2018, mas devido aos casos violência em Alcochete, voltou atrás e rescindiu o contrato por medo de represálias a ele e sua família. Foi convencido a voltar, e Bruno aceitou, assinando um novo contrato com o clube novamente dia 10 de julho de 2018, nos mesmos moldes do anterior, por 5 anos.
Foi anunciado uma renovação de seu contrato em 26 de novembro de 2019, validando seu contrato dessa vez até 2023. Bruno foi alvo de muito interesse de outros clubes, devido ao seu desempenho excelente, marcando incríveis 32 golos em 56 jogos, o que para um jogador de meio campo é um feito recorde.
Bruno, então capitão dos Leões, fez uma temporada ainda mais avassaladora, alem de ganhar o prémio de melhor jogador da Liga Portuguesa e selecionado para equipa da Liga novamente, totalizou 32 golos e 18 assistências em 53 jogos: 20 na Primeira Liga, 3 na Liga Europa, 6 na Taça de Portugal e 3 na Taça da Liga. Com esses números, Bruno se tornou o médio que mais marcou golos em uma temporada na Europa, superando o ídolo do Chelsea, Frank Lampard, detentor do recorde com 27 golos. As atuações de Bruno despertaram o interesse de vários clubes da Premier League, como Chelsea, Liverpool e Manchester United, que travaram uma disputa para contar com o jogador.

#### 2019–20
Bruno deixou o Sporting na temporada 2019–20, com 28 jogos, 15 golos e 14 assistências, sendo que na Liga Portuguesa, em 17 jogos, marcou 7 golos e deu 8 assistências. Ao toda, Bruno jogou 137 jogos, marcou 63 golos e 52 assistências com a camisola Leonina.

### Manchester United
Em 29 de janeiro de 2020, foi anunciado pelo Manchester United, por 80 milhões de euros (inicial de 55 milhões com mais 25 milhões em bónus), assinando contrato até junho de 2024. Essa foi a 2° maior taxa para um jogador português deixando a liga nacional. Estreou pelo United no dia 1° de fevereiro de 2020, no empate de 0 a 0 com o Wolves, válido pela 25° rodada da Premier League.
Marcou seu 1° golo pelos Red Devils no dia 23 de fevereiro de 2020, na vitória de 3 a 0 sobre o Watford, válido pela 27° jornada da mesma competição.

#### 2020–21
Em setembro de 2020, Fernandes foi vencedor do prémio Sir Matt Busby de Jogador do Ano do Manchester United.
Bruno terminou a temporada sendo um dos melhores do United. Na Premier League, ele somou 37 partidas, marcou  18 golos e 12 assistências, contribuindo para o segundo lugar do Manchester United. Na Liga dos Campeões disputou 6 jogos e marcou 4 golos, mas não conseguiu evitar o terceiro lugar e a consequente eliminação na fase de grupos.
Na Liga Europa, o Manchester United foi até a final do torneio: na 1ª mão da semifinal, Fernandes anotou dois golos na vitória por 6 a 2 sobre a Roma. Ele também participou da final contra o Villarreal, que terminou nos pénaltis com a vitória dos espanhóis por 11 a 10.

#### 2021–22

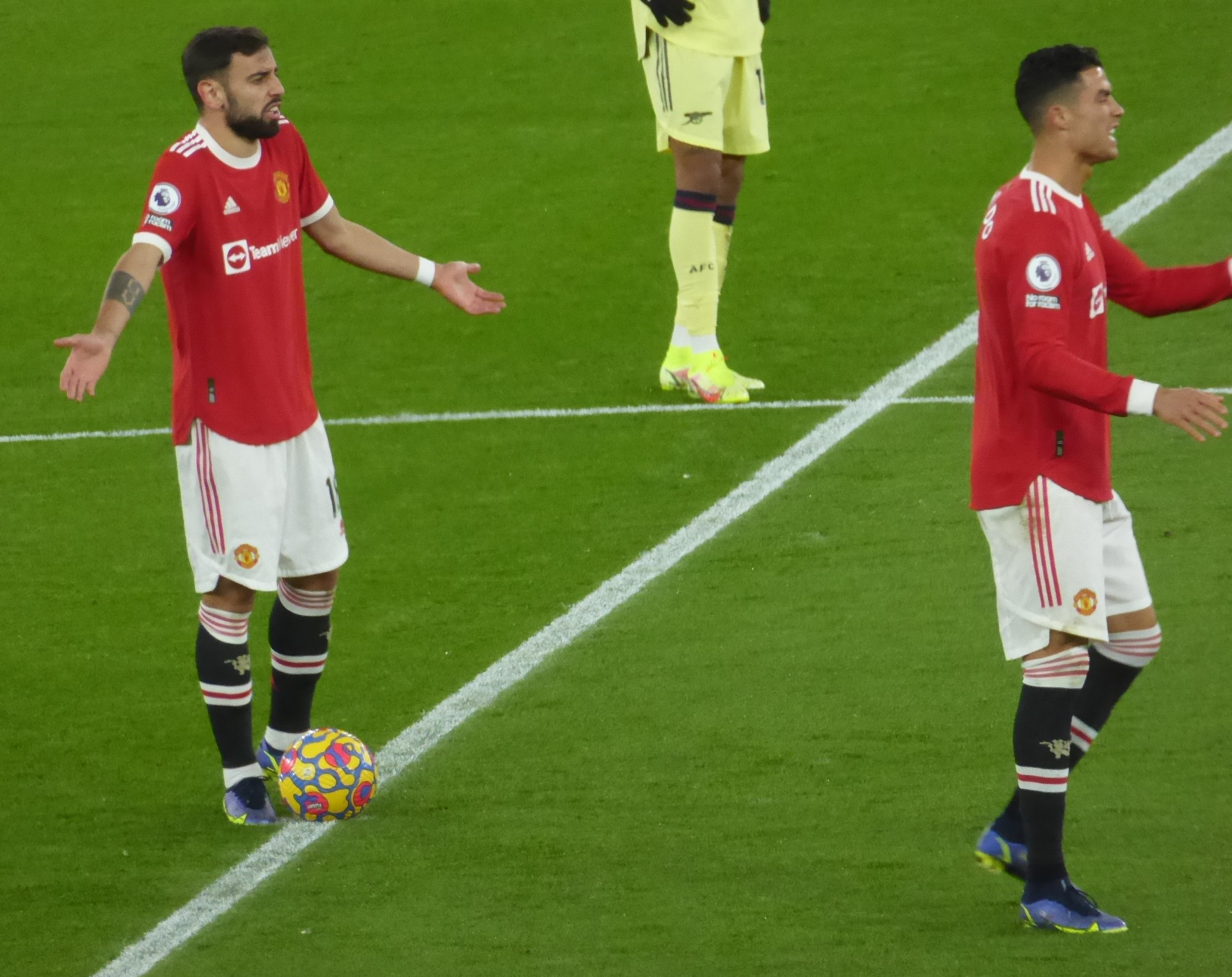
Nessa temporada, Bruno dividiu vestiário com Cristiano Ronaldo, seu colega de Seleção Portuguesa.

Em 2 de dezembro, Bruno fez sua 100ª partida pelo United na vitória do  por 3 a 2 em casa sobre o Arsenal em Old Trafford.
No dia 1º de abril de 2022, Bruno assinou um novo contrato Manchester United até junho de 2026, com opção por mais um ano.
Já seu 50º golo pelo Manchester United, ocorreu em 2 de maio, ele marcou  na vitória do clube por 3 a 0 em casa sobre o Brentford.
Bruno encerrou a temporada com um desempenho satisfatório e com os adeptos do United ficando cada vez mais frustrados com as reclamações de Bruno com os árbitros durante as partidas, e com o clube terminando em um decepcionante sexto lugar, classificando-se para a UEFA Liga Europa.
Bruno foi o maior assistente da Liga dos Campeões da UEFA de 2021–22 com 7 assistências no total.

#### 2022–23

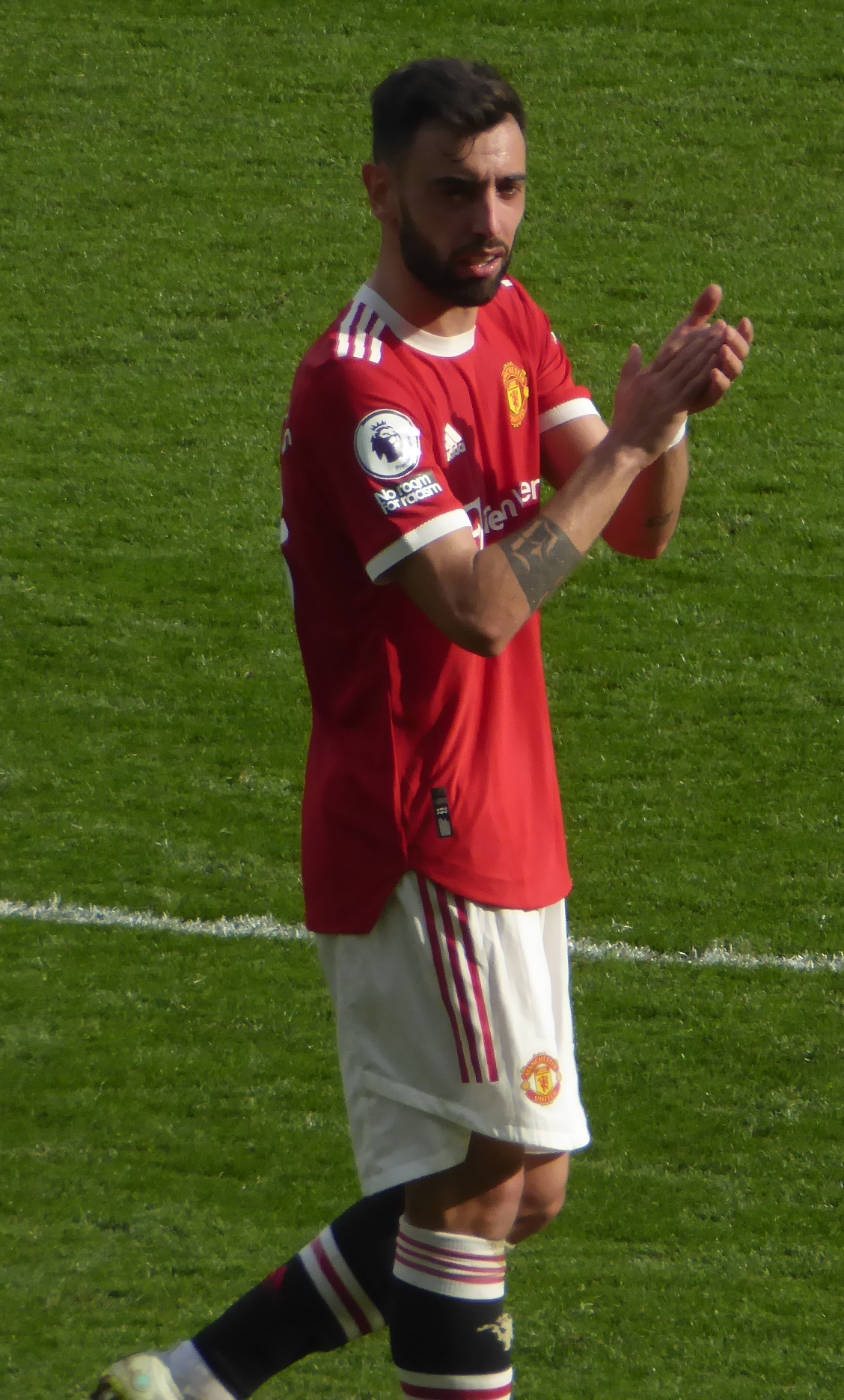
Bruno em 2022

Na tarde do dia 19 de fevereiro, Bruno Fernandes atingiu uma marca bastante significativa enquanto jogador do Manchester United. ele chegou ao seu 150° jogo como titular de um total de 162. Bruno atingiu essa marca contra o Leicester City, em duelo válido pela 24ª jornada da Premier League.
No dia 26 de fevereiro de 2023, o Manchester United venceu o Newcastle United por 2–0 na final da Copa da Liga Inglesa. Bruno Fernandes levantou sua primeira taça pelo clube inglês.
Bruno fez uma ótima temporada pelos Red Devils, ele terminou com 59 jogos,14 golos e 13 assistências 0,45 participações por jogo além de um golo e 3 assistências em ligas europeias.

#### 2023–24

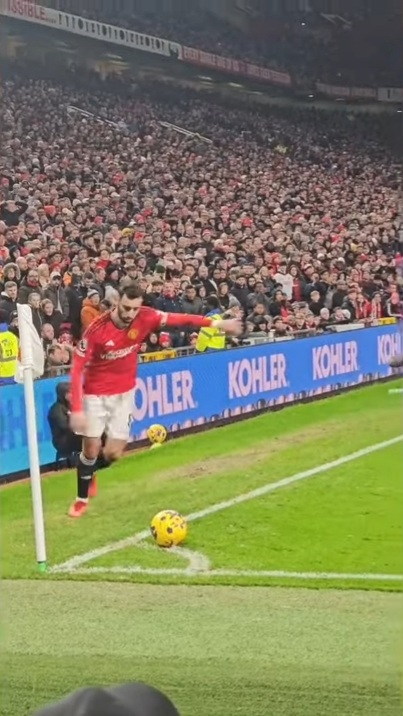
Fernandes a cobrar um escanteio.

Bruno começou sua temporada tornando-se o novo capitão do Manchester United. O jogador já havia conseguido a braçadeira no final da temporada 2021–22, mas somente em julho de 2023 que o português foi oficializado no cargo (substituindo o zagueiro inglês Harry Maguire).
Por conta de seu gol feito contra o Burnley, em setembro de 2024, Bruno conseguiu o seu terceiro prêmio de Gol do Mês da Premier League. Com isso, ele tornou-se o primeiro jogador da história a vencer o prêmio de Gol do Mês pelo mesmo clube em três oportunidades. Fernandes também se tornou o jogador que mais vezes ganhou o prêmio, estando empatado com Andros Townsend.
Bruno foi um dos principais destaques em uma campanha irregular do United naquela época, tamanho destaque deu a ele o prêmio de Melhor Jogador do Manchester United na temporada. Ele chegou a marca de 15 gols em 48 partidas, e teve a honra de levantar o troféu da FA Cup após dar uma assistência para Kobbie Mainoo fazer o segundo gol dos Red Devils na final contra o Manchester City por 2 a 1. Essa vitória deu ao clube a oportunidade de disputar a Liga Europa da próxima edição, já que o time dele havia conseguido apenas a 8ª posição na Premier League.

#### 2024–25
Bruno estreou oficialmente na decisão da Supercopa da Inglaterra de 2024. Após um empate em 1 a 1 no tempo normal, onde deu uma assistência para Alejandro Garnacho abrir o placar, os Red Devils tiveram de ir às penalidades contra o rival local. Lá, Fernandes acertou sua cobrança, mas o United errou duas vezes e os Citizens comemoraram o troféu tradicional.
Após isso, e antes da primeira rodada da Premier League, o português renovou seu contrato com o time até o final da época 2026–27. O camisa 10 foi desejado por outras equipes europeias, mas o atleta optou por renovar seu vínculo com a equipe de Erik ten Hag por saber que o clube "precisava dele".
Bruno passou seus últimos jogos com o neerlandês possuindo momentos de irregularidade. Com Erik, o português conseguiu bons momentos dando assistência em jogos contra o Southampton, Brentford e Barnsley, este último na goleada por 7 a 0 na Copa da Liga. Porém, suas demais performances eram menos destacadas com Fernandes chegando a ter duas expulsões consecutivas: diante o Tottenham na Premier League e contra o Porto na Europa League.
A saída de ten Hag ocorreu menos de um mês depois da expulsão de Bruno, e o jogador passou a ter uma boa sequência com Ruud van Nistelrooy, que comando os Red Devils interinamente por quatro jogos – onde Fernandes marcou quatro gols. Após isso, o time vermelho de Manchester foi comandado pelo seu conterrâneo Ruben Amorim. Sendo treinado pelo português, nos últimos meses de 2024, o capitão tivera um início promissor, chegando marcar o primeiro gol da virada por 2 a 1 diante o Manchester City no Etihad Stadium na 16ª rodada do Campeonato.
Apesar do bom resultado no clássico da cidade, Bruno e o restante do elenco viu o time carecer de grandes performances na Liga Inglesa. A equipe tivera grandes dificuldades em obter resultados positivos e o português era um dos únicos nomes que agradava ao torcedor. Durante o percurso, o meia-atacante conseguiu marcar gols contra equipes bem qualificadas, como o Arsenal na 28ª jornada, mas o coletivo não adquiria nada que se aproximasse dos momentos gloriosos da equipe. Dessa forma, o time terminou a Liga em 15º colocado com 42 pontos – a pior desde o início da Era Premier League.

Mesmo distante de um bom ano, concluiu a Premier League com 36 jogos, oito gols e 10 assistências. O jogador participou dos demais jogos de Copas Inglesas e por lá marcou dois tentos diante o Leicester na Copa da Liga Inglesa de 2024–25 e um diante o Arsenal e o Fulham na Copa da Inglaterra. Todavia, foi eliminado com apenas três jogos em ambas as competições.

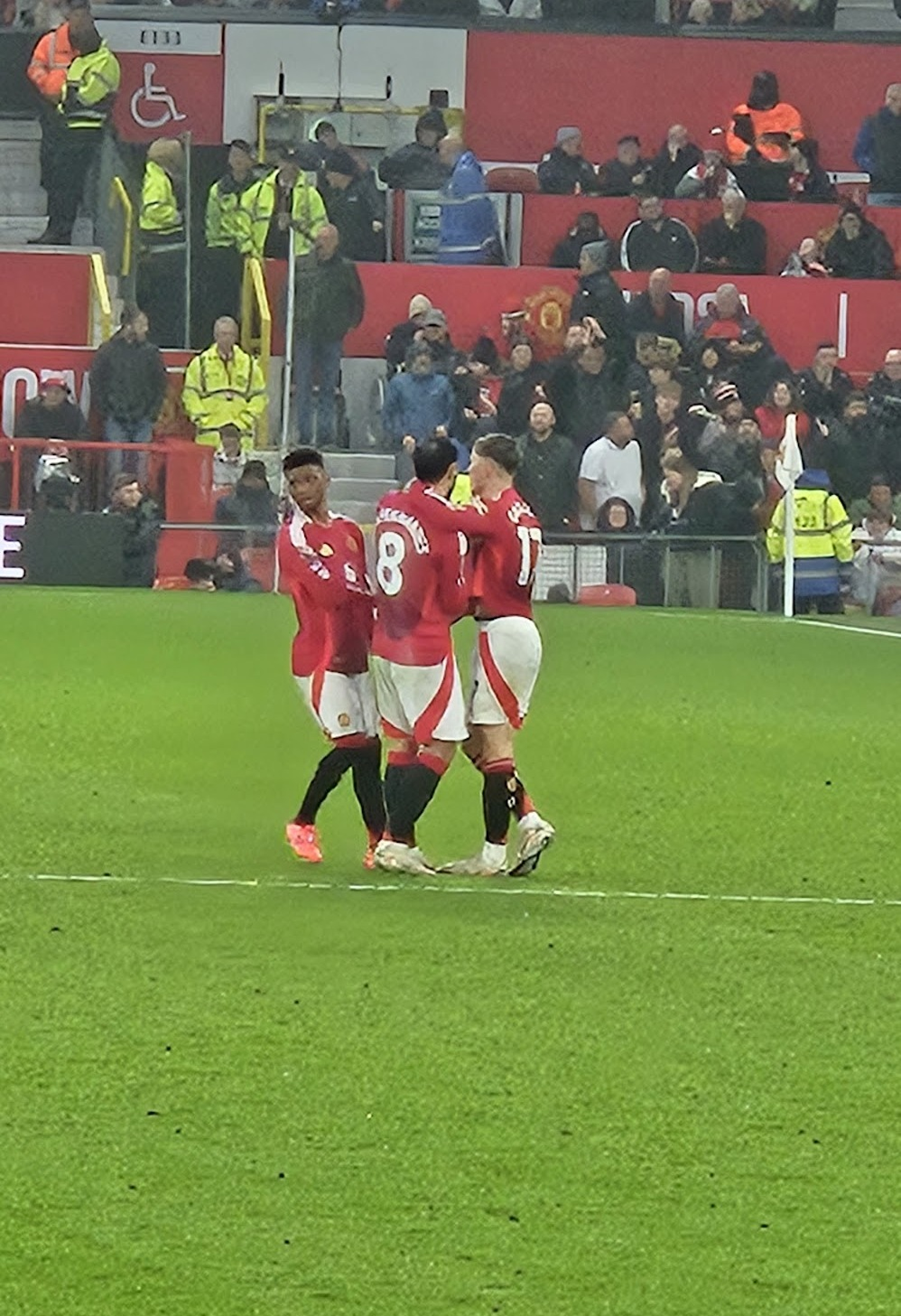
Bruno, Alejandro Garnacho e Amad Diallo pelo Manchester United em 2024.

Apesar do mal ano a Inglaterra, Bruno tivera um desempenho muito bom com o elenco na Liga Europa da UEFA de 2024–25. Após a expulsão, voltou aos gramados e deu quatro assistências e marcou sete gols na campanha que levou o clube à final sem perder nenhum jogo. Lá, porém, enfrentaram o Tottenham Hotspur e viram a equipe quebrar seu jejum de 17 anos sem troféu algum. Ruben foi muito criticado pelos tabloides ingleses, pois Bruno, que atuava majoritariamente como meia-atacante ao lado de Alejandro Garnacho, foi recuado para fazer uma dupla de meio-campo com Casemiro enquanto o antigo titular havia sido levado ao banco de reservas para titularidade de Mason Mount.
Apesar da derrota, o jogador sagrou-se o artilheiro da competição pela segunda vez na carreira. Além disso, foi integrado ao Time da Temporada fazendo dupla com Casemiro e Patrick Berg no meio de campo. Por fim, com 19 gols e 20 assistências em 54 partidas, o jogador foi eleito pela quarta vez o Melhor Jogador da Temporada do Manchester United e igualou o número de vezes que o troféu foi vencido por seu compatriota, e ídolo da equipe vermelha, Cristiano Ronaldo.
Com o fim da temporada, havia uma incerteza sobre sua permanência na equipe. O Al-Hilal Saudi Football Club estava interessado em contratá-lo e havia dado um prazo para o jogador dar o seu parecer logo após o último jogo da equipe na Liga Inglesa. As cifras eram altas ao jogador e ao clube, mas Fernandes havia dito semanas antes que continuaria no esquadrão vermelho.

## Seleção Portuguesa

#### Base

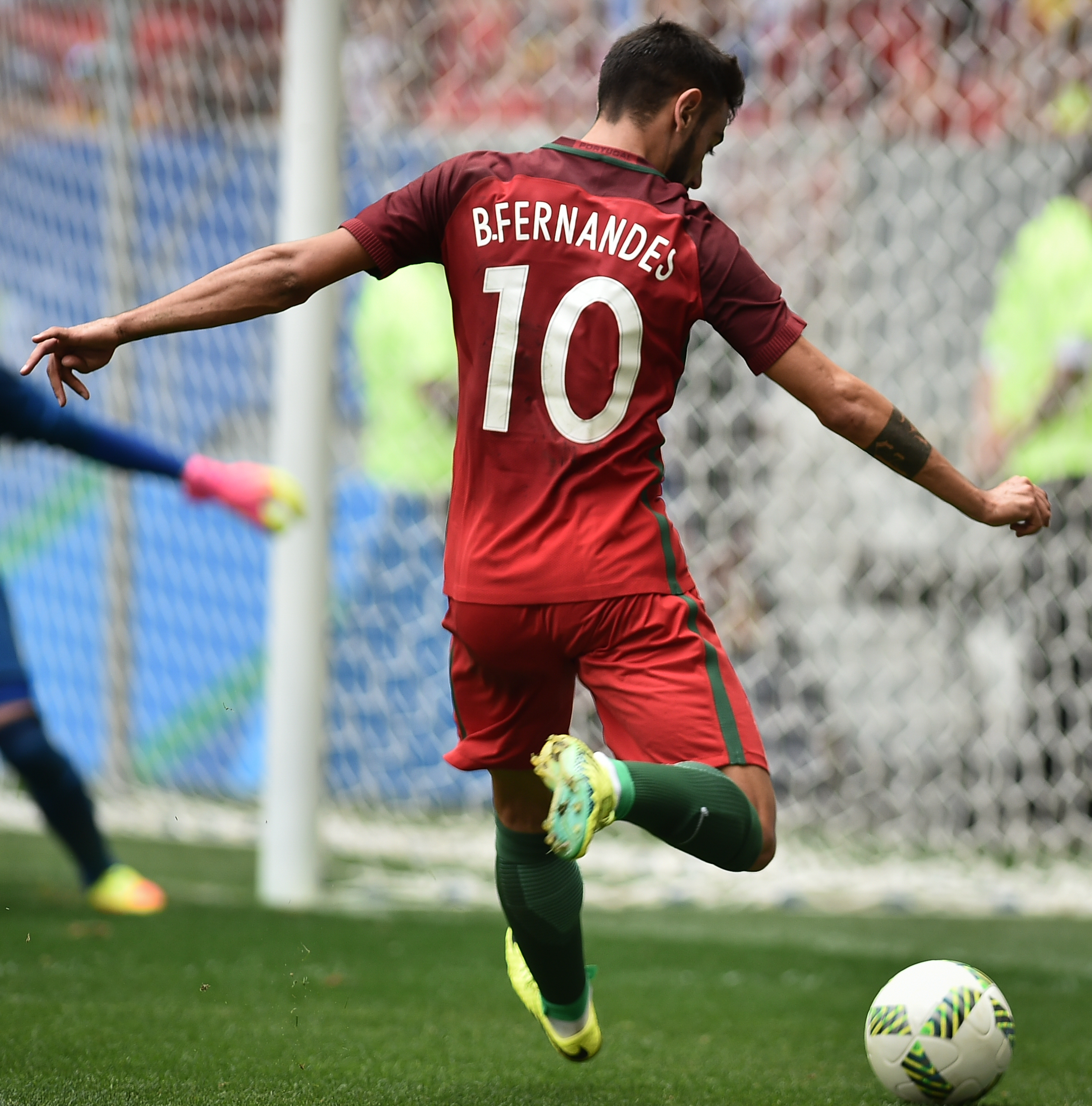
Bruno Fernandes representando a seleção Portuguesa.

Com experiência nas equipes de Base de Portugal, Bruno foi convocado para fazer parte do plantel da Seleção Portuguesa de Futebol nos Jogos Olímpicos de Verão de 2016.

### Portugal
Fernandes estreou-se na equipa sénior por Portugal em novembro de 2017, depois de anteriormente ter sido internacionalizado em sub-19, sub-20 e sub-21.

#### UEFA Nations League 2019–20

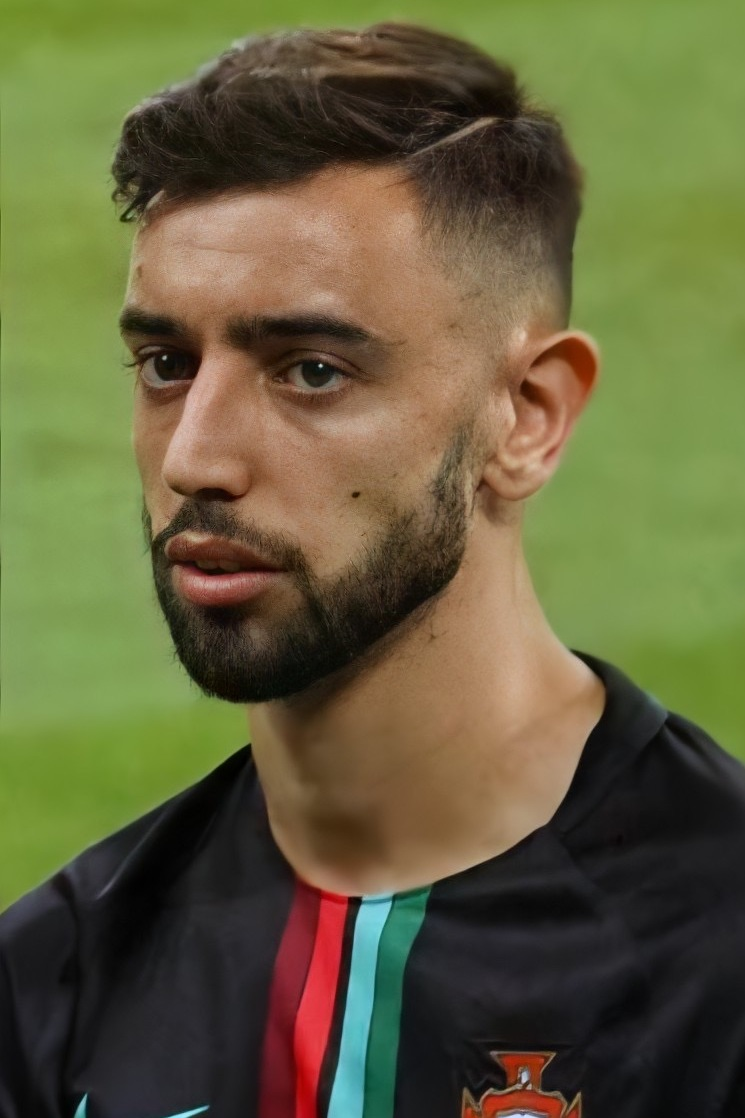
Bruno na Copa do Mundo de 2018.

Foi escolhido para as convocatórias de Portugal para o Mundial de 2018 e as finais da UEFA Nations League de 2019, tendo vencido esta última e sido nomeado para a Equipa do Torneio.

#### Euro 2020 e Eliminatórias
Bruno esteve em campo nas campanhas modestas de Portugal no Campeonato Europeu de Futebol de 2020, onde a equipe só venceu na estreia e foi eliminada nas oitavas de final, e Eliminatórias da Copa do Mundo FIFA de 2022 – UEFA, onde os portugueses se classificaram pela repescagem e Fernandes marcou um doblete no jogo final garantindo uma vitória, e a participação dos lusitanos no Catar, de 2–0 diante a Seleção da Macedônia.

### Copa do Mundo de 2022
Bruno esteve entre os convocados de Fernando Santos para disputa da Copa do Mundo FIFA de 2022 no Catar.
Na sua estreia, foi essencial na vitória contra Gana por 3–2 ao dar duas assistências para João Félix e Rafael Leão estufarem as redes dos ganeses. No jogo seguinte, tivera novamente grande destaque ao fazer dois gols contra o Uruguai e garantir mais três pontos aos lusitanos.
Pelas oitavas, deu sua última assistência para o veterano Pepe ampliar o placar contra a Suíça e garantir o placar de 6–1 contra os adversários. Nas quartas, contudo, não participara de gols e viu a Seleção Marroquina de Futebol eliminá-los por uma vitória simples de 1–0.

#### Euro 2024
Após mais boas performances estreladas nos jogos que sucederam a Copa, Bruno integrou o elenco português, dessa vez comandados por Roberto Martínez, para disputa da Euro 2024. Na competição, marcou apenas na segunda rodada da Fase de Grupos contra a Turquia e viu os franceses eliminarem-nos em penalidades – onde o jogador sequer pôde cobrar por ter sido substituído na segunda etapa complementar.

#### UEFA Nations League 2024–25
Ao longo da nova campanha pela Liga das Nações da UEFA de 2024–25, Bruno fizera apenas dois gols, o primeiro contra Escócia e o último diante a Polônia, mas permaneceu ativo com assistências e outras jogadas importantes que levaram os lusitanos à final.
Disputando contra Espanha, vencedora da última Euro, ambos empataram o jogo em 2–2 e foram às penalidades, onde Fernandes tivera o seu chute convertido. Após Rúben Neves acertar a cobrança final, depois de um erro de Álvaro Morata, Portugal pudera comemorar seu segundo título de Nations League – ao qual o médio havia estado presente em todos.

## Estatísticas
Atualizadas até 13 de março de 2025.[carece de fontes?]

### Clubes
| Equipa            | Temporada         | Campeonato Nacional | Campeonato Nacional | Campeonato Nacional | Taças Nacionais[a] | Taças Nacionais[a] | Taças Nacionais[a] | Competições Continentais[b] | Competições Continentais[b] | Competições Continentais[b] | Outros torneios[c] | Outros torneios[c] | Outros torneios[c] | Total | Total | Total   |
| Equipa            | Temporada         | Jogos               | Golos               | Assist.             | Jogos              | Golos              | Assist.            | Jogos                       | Golos                       | Assist.                     | Jogos              | Golos              | Assist.            | Jogos | Golos | Assist. |
| ----------------- | ----------------- | ------------------- | ------------------- | ------------------- | ------------------ | ------------------ | ------------------ | --------------------------- | --------------------------- | --------------------------- | ------------------ | ------------------ | ------------------ | ----- | ----- | ------- |
| Novara            | 2012–13           | 21                  | 4                   | 2                   | —                  | —                  | —                  | —                           | —                           | —                           | 2                  | 0                  | 0                  | 23    | 4     | 2       |
| Novara            | Total             | 21                  | 4                   | 2                   | 0                  | 0                  | 0                  | 0                           | 0                           | 0                           | 2                  | 0                  | 0                  | 23    | 4     | 2       |
| Udinese           | 2013–14           | 24                  | 4                   | 6                   | 4                  | 0                  | 0                  | —                           | —                           | —                           | —                  | —                  | —                  | 28    | 4     | 6       |
| Udinese           | 2014–15           | 31                  | 3                   | 2                   | 3                  | 1                  | 1                  | —                           | —                           | —                           | —                  | —                  | —                  | 34    | 4     | 3       |
| Udinese           | 2015–16           | 31                  | 3                   | 4                   | 2                  | 0                  | 0                  | —                           | —                           | —                           | —                  | —                  | —                  | 33    | 3     | 4       |
| Udinese           | Total             | 86                  | 10                  | 12                  | 9                  | 1                  | 1                  | —                           | —                           | —                           | —                  | —                  | —                  | 95    | 11    | 13      |
| Sampdoria         | 2016–17           | 33                  | 5                   | 2                   | 2                  | 0                  | 1                  | —                           | —                           | —                           | —                  | —                  | —                  | 35    | 5     | 3       |
| Sampdoria         | Total             | 33                  | 5                   | 2                   | 2                  | 0                  | 1                  | 0                           | 0                           | 0                           | —                  | —                  | —                  | 35    | 5     | 3       |
| Sporting          | 2017–18           | 33                  | 11                  | 10                  | 9                  | 1                  | 3                  | 12                          | 4                           | 5                           | 2                  | 0                  | 2                  | 56    | 16    | 20      |
| Sporting          | 2018–19           | 33                  | 20                  | 13                  | 12                 | 9                  | 3                  | 8                           | 3                           | 2                           | —                  | —                  | —                  | 53    | 32    | 18      |
| Sporting          | 2019–20           | 17                  | 8                   | 7                   | 5                  | 2                  | 4                  | 5                           | 5                           | 3                           | 1                  | 0                  | 0                  | 28    | 15    | 14      |
| Sporting          | Total             | 83                  | 39                  | 30                  | 26                 | 13                 | 10                 | 25                          | 12                          | 10                          | 3                  | 0                  | 2                  | 137   | 63    | 52      |
| Manchester United | 2019–20           | 14                  | 8                   | 7                   | 3                  | 1                  | 0                  | 5                           | 3                           | 1                           | —                  | —                  | —                  | 22    | 11    | 8       |
| Manchester United | 2020–21           | 37                  | 18                  | 12                  | 6                  | 1                  | 1                  | 14                          | 9                           | 2                           | —                  | —                  | —                  | 57    | 28    | 15      |
| Manchester United | 2021–22           | 36                  | 10                  | 6                   | 2                  | 0                  | 1                  | 7                           | 0                           | 7                           | 1                  | 0                  | 0                  | 46    | 10    | 14      |
| Manchester United | 2022–23           | 37                  | 8                   | 8                   | 11                 | 5                  | 2                  | 11                          | 1                           | 4                           | —                  | —                  | —                  | 59    | 14    | 14      |
| Manchester United | 2023–24           | 35                  | 10                  | 8                   | 7                  | 3                  | 3                  | 6                           | 2                           | 2                           | —                  | —                  | —                  | 48    | 15    | 13      |
| Manchester United | 2024–25           | 27                  | 7                   | 7                   | 6                  | 4                  | 3                  | 9                           | 4                           | 2                           | 1                  | 0                  | 1                  | 42    | 14    | 13      |
| Manchester United | Total             | 186                 | 61                  | 48                  | 35                 | 14                 | 10                 | 52                          | 19                          | 18                          | 2                  | 0                  | 1                  | 274   | 92    | 77      |
| Total na carreira | Total na carreira | 409                 | 119                 | 94                  | 72                 | 28                 | 22                 | 77                          | 31                          | 28                          | 7                  | 0                  | 3                  | 564   | 175   | 147     |

- a. ^ Jogos da Coppa Italia, Taça da Liga, Taça de Portugal, FA Cup e EFL Cup
- b. ^ Jogos da Liga dos Campeões da UEFA e Liga Europa da UEFA
- c. ^ Jogos do Playoffs da Série B Italiana, Qualificação para Liga dos Campeões da UEFA e Supertaça de Portugal

## Títulos
Sporting CP
- Taça de Portugal: 2018–19[101]
- Taça da Liga: 2017–18, 2018–19[102]

Manchester United
- Taça da Liga Inglesa: 2022–23
- Taça de Inglaterra: 2023–24

Portugal
- Liga das Nações da UEFA: 2018–19,[103] 2024–25[104]

### Individual
- SJPF Jovem Jogador do Mês: Agosto de 2017,[105] Setembro de 2017,[106] Outubro e Novembro de 2017,[107] Fevereiro de 2018,[108] Abril de 2018[109]
- Primeira Liga Jogador do Mês: Agosto de 2017,[110] Setembro 2017,[111] Abril 2018,[112] Dezembro de 2018,[113] Fevereiro de 2019,[114] Março de 2019,[114] Abril de 2019[115]
- Primeira Liga Jogador do Ano: 2017–18,[116] 2018–19[117]
- Primeira Liga Equipa do Ano: 2017–18,[116] 2018–19[117]
- UEFA Europa League Equipa do Ano: 2017–18,[118] 2019–20[119]
- Sporting CP Jogador do Ano: 2018,[120] 2019[121]
- CNID Jogador do Ano: 2019[122]
- UEFA Nations League Equipa da Temporada: 2019[123]
- Sir Matt Busby Jogador do Ano do Manchester United: 2019–20[124], 2020–21, 2023–24, 2024–25[81]
- PFA Fans' Premier League Jogador do Mês: Fevereiro 2020,[125] Junho/Julho 2020[126]
- Premier League Jogador do Mês: Fevereiro 2020, Junho 2020,[127] Novembro 2020,[128] Dezembro 2020[129]
- Premier League Golo do Mês: Junho 2020[130]
- FIFA FIFPro World11: 2020 (quarto melhor médio)[131]

### Artilharia
- UEFA Europa League: 2019–20 (8 golos),[132] 2024–25 (7 gols)[133]

### Assistências
- Liga dos Campeões da UEFA: 2021–22 (7 assistências)[134]